# Daniel Paradis
Pour les articles homonymes, voir Paradis (homonymie).
Daniel Paradis (né le 22 novembre 1972 à Jonquière) est un joueur professionnel canadien de hockey sur glace qui évoluait en position d'ailier.

## Carrière
Paradis remporte le championnat de la saison régulière et la Coupe du Président en 1990-1991 avec les Saguenéens de Chicoutimi avec lesquels il participe à la Coupe Mémorial en 1991. Il est repêché au 9e tour du repêchage d'entrée dans la LNH 1992 par les Islanders de New York. Il est choisi en 1993 par les Saguenéens de Chicoutimi comme joueur humanitaire pour son implication dans la communauté. Il représente le Canada en 1993 avec les U20 dans une compétition contre les États-Unis en vue de former l'équipe olympique canadienne. En 1997, il est élu choisi meilleur ailier gauche universitaire canadien. Paradis est entraîneur Midget AAA avec les Élites de Jonquière durant 3 saisons. Il est directeur de la structure intégrée de développement des Élites de Jonquière durant 6 années. Il fait partie de la commission d'excellence de Hockey Québec pour le plan de développement 2009-2013. Il est coordonnateur du programme sport-études hockey à l'Académie les Estacades depuis 2013 et directeur de la structure intégrée Estacades. Il détient un baccalauréat en recréologie UQTR et un baccalauréat en Enseignement de l'éducation physique et à la santé UQAC. Il est depuis 3 ans conseiller en recrutement des joueurs pour les Huskies de Rouyn Noranda de la LHJMQ.[réf. nécessaire]

## Statistiques
| Saison    | Équipe                   | Ligue |    | Saison régulière | Saison régulière | Saison régulière | Saison régulière | Saison régulière |   | Séries éliminatoires | Séries éliminatoires | Séries éliminatoires | Séries éliminatoires | Séries éliminatoires |
| Saison    | Équipe                   | Ligue | PJ | B                | A                | Pts              | Pun              | PJ               | B | A                    | Pts                  | Pun                  |                      |                      |
| 1990-1991 | Saguenéens de Chicoutimi | LHJMQ | 62 | 14               | 30               | 44               | 69               | 12               | 1 | 2                    | 3                    | 11                   |                      |                      |
| 1991-1992 | Saguenéens de Chicoutimi | LHJMQ | 70 | 42               | 47               | 89               | 97               | 4                | 4 | 3                    | 7                    | 8                    |                      |                      |
| 1992-1993 | Saguenéens de Chicoutimi | LHJMQ | 69 | 43               | 59               | 102              | 176              | 4                | 3 | 2                    | 5                    | 15                   |                      |                      |
| 1996-1997 | Patriotes de l'UQTR      | SIC   | 25 | 10               | 18               | 28               | 46               |                  |   |                      |                      |                      |                      |                      |
| 1997-1998 | Patriotes de l'UQTR      | SIC   | 26 | 24               | 34               | 58               | 0                |                  |   |                      |                      |                      |                      |                      |
| 1997-1998 | Grizzlies de l'Utah      | LIH   | 3  | 0                | 0                | 0                | 0                |                  |   |                      |                      |                      |                      |                      |
| 1998-1999 | Condors de Jonquière     | LNAH  | 5  | 5                | 3                | 8                | 15               |                  |   |                      |                      |                      |                      |                      |
| 1998-1999 | Flammes bleues de Reims  | Élite | 35 | 17               | 22               | 39               | 90               |                  |   |                      |                      |                      |                      |                      |
| 1999-2000 | Flammes bleues de Reims  | Élite | 41 | 26               | 39               | 65               | 48               |                  |   |                      |                      |                      |                      |                      |
| 2000-2001 | Augsburger Panther       | DEL   | 51 | 7                | 12               | 19               | 57               |                  |   |                      |                      |                      |                      |                      |
| 2001-2002 | Flammes bleues de Reims  | Élite | 28 | 8                | 30               | 38               | 69               |                  |   |                      |                      |                      |                      |                      |
| 2002-2003 | Fjord du Sagunay         | LNAH  | 38 | 16               | 34               | 50               | 63               |                  |   |                      |                      |                      |                      |                      |

## Distinctions
- Médaille d'honneur de l'Assemblée nationale, 2008[3]